# 渡辺明 (官僚)
渡辺明（わたなべ あきら、1939年1月18日 - 2003年2月10日）は日本の自治官僚。自治医科大学事務局長、消防庁次長、沖縄開発庁振興局長、沖縄開発庁総務局長、沖縄開発事務次官。

## 来歴
埼玉県出身。東京大学法学部卒業。1963年 自治省入省。北海道東京事務所文書課・財政課。1983年 茨城県総務部長。1986年 自治省財政局公営企業第一課長。1988年7月 沖縄開発庁総務局企画課長。1990年1月 自治医科大学事務局長。1991年3月 消防庁次長。1992年6月 沖縄開発庁振興局長。1993年9月 沖縄開発庁総務局長。1995年1月10日 沖縄開発事務次官。1996年7月2日 退官。

## 略歴
- 1963年4月：自治省入省。北海道東京事務所文書課・財政課[1]。
- 1967年：自治省税務局固定資産税課[1]。
- 1968年：長野県総務部税務課[1]。
- 1968年：長野県総務部人事課電子計算室主幹。
- 1969年：長野県総務部人事課電子計算室長。
- 1970年：長野県総務部電子計算課長。
- 1970年：自治省大臣官房企画室（情報管理室）主査。
- 1971年：自治省大臣官房企画室（情報管理室）課長補佐。
- 1971年：北海道総務部電子計算課長。
- 1972年：北海道農務部農業構造改善課長。
- 1974年：北海道農務部農政課長。
- 1976年：自治省大臣官房総務課長補佐。
- 1976年：自治省税務局府県税課長補佐。
- 1978年：松江市助役。
- 1981年：自治省財政局準公営企業室長。
- 1982年：自治省財政局財務調査官。
- 1983年：茨城県総務部長。
- 1986年：自治省財政局公営企業第一課長。
- 1988年7月：沖縄開発庁総務局企画課長。
- 1990年1月：自治医科大学事務局長。
- 1991年3月：消防庁次長。
- 1992年6月：沖縄開発庁振興局長。
- 1993年9月：沖縄開発庁総務局長。
- 1995年1月10日：沖縄開発事務次官。
- 1996年7月2日：退官。